# Tour de Flandes 1988
El Tour de Flandes 1988 va ser la 72a edició del Tour de Flandes. La cursa es disputà el 3 d'abril de 1988, amb inici a Sint-Niklaas i final a Meerbeke després d'un recorregut de 264 quilòmetres. El belga Eddy Planckaert va guanyar a l'esprint al seu company d'escapada Phil Anderson, uns segons per davant d'un grup encapçalat per Adrie van der Poel.

## Classificació final
|    | Ciclista                  | Equip                            | Temps      |
| -- | ------------------------- | -------------------------------- | ---------- |
| 1  | Eddy Planckaert (BEL)     | AD Renting-Anti M-IOC-Merckx     | 7h 27' 28" |
| 2  | Phil Anderson (AUS)       | TVM-Van Schilt-Adesital-Zullo    | m. t.      |
| 3  | Adrie van der Poel (NED)  | PDM-Ultima-Concorde              | +18"       |
| 4  | Seán Kelly (IRL)          | KAS-Mavic                        | m. t.      |
| 5  | Steven Rooks (NED)        | PDM-Ultima-Concorde              | m. t.      |
| 6  | Marc Sergeant (BEL)       | Hitachi-Bosal-Bce Snooker-Merckx | m. t.      |
| 7  | Charly Mottet (FRA)       | Système U-Gitane                 | m. t.      |
| 8  | Rudy Dhaenens (BEL)       | PDM-Ultima-Concorde              | m. t.      |
| 9  | Gert-Jan Theunisse (NED)  | PDM-Ultima-Concorde              | m. t.      |
| 10 | Giuseppe Calcaterra (ITA) | Atala-Ofmega                     | +3' 19"    |